# Il jolly è impazzito
Il jolly è impazzito (The Joker Is Wild) è un film del 1957 diretto da Charles Vidor, incentrato sulla figura di Joe E. Lewis, il cantante e comico popolare nei locali notturni dal 1920 ai primi anni 1950.

## Colonna sonora
- All the Way - musica di Jimmy Van Heusen, parole di Sammy Cahn, cantata da Frank Sinatra
- At Sundown - scritta da Walter Donaldson, cantata da Frank Sinatra
- I Cried for You - scritta da Arthur Freed, Gus Arnheim e Abe Lyman, cantata da Frank Sinatra
- If I Could Be with You - musica di James P. Johnson, parole di Henry Creamer, cantata da Frank Sinatra
- Out of Nowhere - musica di Johnny Green, parole di Edward Heyman, cantata da Frank Sinatra
- Swingin' on a Star - musica di Jimmy Van Heusen, parole di Johnny Burke, cantata da Frank Sinatra
- June in January - musica di Ralph Rainger, parole di Leo Robin, cantata da Bing Crosby
- Naturally - cantata da Frank Sinatra
- Chicago (That Toddlin' Town) - scritta da Fred Fisher
- I Love My Baby (My Baby Loves Me) - musica di Harry Warren
- Bye Bye Blues - scritta da David Bennett, Chauncey Gray, Fred Hamm e Bert Lown
- Cow Cow Boogie - musica di Benny Carter e Gene de Paul

## Distribuzione
Il film fu distribuito con il titolo The Joker Is Wild negli Stati Uniti nell'ottobre del 1957 (première a New York il 26 settembre 1957) dalla Paramount Pictures.
- in Francia il 24 gennaio 1958 (Le pantin brisé)
- in Giappone il 1º aprile 1958
- in Austria nel settembre del 1958 (Es geschah in Chicago)
- in Finlandia il 12 settembre 1958 (Arpinaama)
- in Germania Ovest il 26 settembre 1958 (Schicksalsmelodie)
- in Svezia il 9 febbraio 1959 (Joker i leken)
- in Danimarca il 16 febbraio 1959 (I natklubbens rampelys)
- in Turchia nel dicembre del 1960 (Çilgin sarkici)
- in Brasile (Chorei Por Você)
- in Spagna (La máscara del dolor)
- in Grecia (O hartopaiktis tragoudistis)

## Riconoscimenti
- Premi Oscar 1958: Oscar per la migliore canzone